# Velika vas pri Krškem
Velika vas pri Krškem je naselje v Občini Krško. Leži v Krški kotlini ob avtocesti Ljubljana-Zagreb. Od Krškega je oddaljena približno 3 kilometre. Obdana je z njivami, gozdovi ter tudi s sadovnjakom. Iz centra vasi, ki je ob avtobusni postaji zraven Bara pri Daretu, se vas rezteza v treh krakih. Proti Leskovcu, Raki in Drnovemu. Vas spada v Krajevno skupnost Leskovec pri Krškem. Na začetku vasi iz smeri Leskovca stoji Mlin Katić, ki že več kot desetletje prideluje dobro moko, ki je znana širom po svetu. V vasi je tudi cerkev Svetega Martina, ki je bila pred leti renovirana tako v notranjosti kot zunaj. V cerkvi sta poleg že omenjenega Svetega Martina na oltarju še dva svetnika in sicer Sveti Mihael in Sveti Florjan, zavetnik gasilcev, kateri imajo v Veliki vasi pri Krškem dolgo tradicijo. Sam gasilski dom je stacioniran v sosednji Gorenji vasi, ob nogometnem igrišču. V Prostovoljnem gasilskem društvu Velika vas je aktivnih več kot 70 članov, ki prihajajo tako iz Velike vasi pri Krškem kot iz Gorenje vasi pri Leskovcu. Kot je že bilo omenjeno sta ob gasilskem domu dva nogometna igrišča in sicer travnato igrišče in asvaltno igrišče za mali nogomet. Na travnatem igrišču v veteranski ligi igrajo Veterani Velika vas, medtem ko na asvaltnem igrišču v malonogometni ligi Krško-Brežice igra domača ekipa Drinkersi. Vsako leto v mesecu Juliju ekipa Drinkersi, organizira tradicionalni nogometni turnir Patrikov Memorial, v mesecu septembru pa je tudi turnir veteranov. 

## Gradič Grossdorf
Leta 1680 je Janez Gregor pl. Buseth v Veliki vasi sezidal majhen gradič Grossdorf. 1694 leta je gospoščino kupil baron
Gotfreid Ehrenreich Wintershofen in še isto leto ga je pridobil Volf Auguštin pl. Buseth, leta 1790 je Veliko vas na dražbi kupil grof Rihard Jožef Auersperg, leta 1853 grof Franc Ksaver Nadasdy, leta 1856 grofica Leticija Londron Leterano, leta 1863 trgovec Mihael Fahrer, leta 1912 pa posestnik Franc Bartol iz Sodražice. Leta 1915 je gradič kupil Franc Pirc in ga temeljito predelal, kmalu za tem so v poslopju uredili vojaško bolnišnico, do konca druge svetovne vojne pa je bila v gradiču gostilna.